# Atletika na Letních olympijských hrách 1908 – 200 metrů muži
 Běh na 200 metrů mužů na Letních olympijských hrách 1908 se uskutečnil  21. července a 23. července v Londýně. 

## Výsledky finálového běhu
| *                | jméno           | země                   | čas  |
| ---------------- | --------------- | ---------------------- | ---- |
| Zlatá medaile    | Bobby Kerr      | Kanada                 | 22,6 |
| Stříbrná medaile | Robert Cloughen | Spojené státy americké | 22,6 |
| Bronzová medaile | Nate Cartmell   | Spojené státy americké | 22,7 |
| 4                | George Hawkins  | Velká Británie         | 22,9 |